# Via delle esosamine
La via delle esosammine (in inglese hexosamine biosynthesis pathway o HBP) è una via metabolica deputata alla sintesi dei substrati necessari ai processi di glicosilazione.
Il prodotto finale di questa via metabolica (o pathway) è l'UDP N-acetil glucosammina (UDP-GlcNAc) partendo da dei derivati del glucosio. Tale molecola è alla base di molti meccanismi molecolari come ad esempio le modifiche post-traduzionali delle proteine ad opera di enzimi come OGT, la sintesi di glicolipidi, la glicosilazione delle proteine nell'apparato del Golgi ed altre.
Questa via è strettamente legata alla glicolisi, infatti il primo substrato della via metabolica è il fruttosio 6-fosfato, il quale ne è appunto uno dei primi prodotti.

## Meccanismo
1) Nel primo passaggio della reazione il fruttosio 6-fosfato è il substrato dell'enzima "glutammina-fruttosio 6-fosfato amminotrasferasi (isomerizzante) 1" (in sigla GFPT1 o GFAT), il quale catalizza la reazione:
L-glutammina + D-fruttosio 6-fosfato = L-glutammato + D-glucosammina 6-fosfato
Quindi utilizza la conversione di glutammina a glutammato per produrre la glucosammina 6-fosfato. Oltre che come prodotto dell'enzima GFPT1\GFAT, la glucosammina 6-fosfato può essere prodotta dalla cellula tramite l'aggiunta di un gruppo fosfato alla glucosammina ad opera dell'enzima glucosamina chinasi\esochinasi.
2) La glucosammina 6-fosfato viene convertita ad N-acetil glucosammina 6-fosfato ad opera dell'enzima glucosammina-fosfato N-acetiltransferasi.
La N-acetil glucosammina 6-fosfato può essere ottenuta dalla cellula anche tramite l'enzima N-acetil glucosammina chinasi che catalizza la reazione di aggiunta di un gruppo fosfato alla N-acetil glucosammina per ottenere appunto N-acetil glucosammina 6-fosfato.
3) L'N-acetil glucosammina 6 fosfato è poi il substrato dell'enzima N-acetil glucosammina mutasi, che lo convertead N-acetil glucosammina 1-fosfato.
4) Infine, l'N-acetil glucosammina 1-fosfato, e l'uridina difosfato (UDP) sono i substrati dell'enzima UDP-N-acetilglucosammina pirofosforilasi (UDP-N-acetylglucosamine pyrophosphorylase 1 o UAP1) che ottiene come prodotto finale l'UDP N-acetil glucosammina (UDP-GlcNAc).

## Ruolo nella glicosilazione
L'UDP-GlcNAc è il principale substrato per l'aggiunta di residui di N-acetil glucosammina (GlcNAc) a determinati residui amminoacidici di alcune proteine. Si distinguono due tipi di questo tipo di glicosilazione in base alla specie atomica in cui avviene il legame: 
- Legata all'azoto (N-linked). La GlcNAc viene aggiunta su residui di asparagina. Questa modifica avviene nella proteine della via della esocitosi (quindi che passano dal reticolo endoplasmatico e dal Golgi). L'alterazione di questo meccanismo può portare ad un accumulo di proteine non ben conformate e provocare uno stress nel reticolo endoplasmatico. In casi gravi questo può portare ad una risposta apoptotica indotta da proteine non ben conformate (untranslated protein response o UPR)
- Legata all'ossigeno (O-linked). La GlcNAc viene aggiunta su residui di serina o treonina tramite l'enzima OGT (l'unico negli umani a svolgere questa funzione). Tale modifica svolge un ruolo molto importante nei meccanismi di attivazione e spegnimento della funzione di proteine e\o per la loro stabilizzazione, poiché compete con molti siti in cui può avvenire la fosforilazione, o comunque nelle estreme vicinanze.